# Pisai Szent Anna Egyetem
A Scuola Superiore Sant'Anna (SSSUP) pisai székhelyű olasz állami egyetem. A testület az Oktatási, Egyetemi és Kutatási Minisztérium által elismert tevékenysége a kultúra, valamint a tudományos és technológiai kutatás fejlesztésének előmozdítása nemzeti és nemzetközi szinten. 

## Története
Az iskolát 1987-ben alapították mint speciális egyetemi intézményt, amely hosszú hagyományokkal rendelkezik, amelyek Pisa városához, egyetemének és főiskoláinak történetéhez kötődnek.
Eredete az 1593-ban alapított Collegio I. Ferdinandóhoz nyúlik vissza, amelyet arra alapítottak, hogy fogadja az orvosi és jogi karok hallgatóit, és az 1605-ben alapított Collegio Puteanóhoz, amely az orvosi, jogi és filozófiai karok hallgatóit fogadta Biella városából. Ezeket a főiskolákat 1931-ben a Collegio Mussolini per le scienze corporative és 1932-ben a Collegio Nazionale Medico megalakulásával alapították újra, amelyeket az 1940-es évek végén Jogi Orvosi Főiskolává egyesítettek. 1951-ben megalapították az Antonio Pacinotti Főiskolát a közgazdasági, mérnöki és mezőgazdasági kar hallgatói számára.
Az 1967. március 7-i 117. sz. törvény értelmében a főiskolákat egyetlen Felsőfokú Egyetemi Tanulmányok és Szakiskolává egyesítették, amely a társadalomtudományok, valamint az alkalmazott és kísérleti tudományok területére szerveződött. A kiváló képzés és a kollégiumi realitások valorizálását célzó projektet végül az 1987. február 14-i 41. sz. törvény alapozta meg, az olasz egyetemi rendszerbe speciális egyetemként való beléptetésével.
A Scuola Superiore Sant'Anna Pisa második főiskolája, és a Scuola Normale Superiore nevű „ikertestvérétől” az olyan tanulmányi és kutatási területei különböztetik meg, mint a gazdasági és menedzsmenttudományok, jogtudományok, politikatudományok, mezőgazdasági tudományok és növényi biotechnológia, orvostudományok valamint az ipar- és információtechnika.
Az évek során a Scuola Superiore Sant'Anna az olasz és a nemzetközi egyetemi kontextusban dinamikus és rendkívül innovatív valóságként nőtte ki magát, amely képes megfelelni a fejlett kutatás kihívásainak, és egyúttal megőrzi egy olyan egyetemi intézmény előjogait, amely az érdemek és tehetőségek valorizálása olyan képzések révén valósul meg, amelyek kitűnnek interdiszciplinaritásukkal, a kutatással való kapcsolatukkal és kifejezett nemzetközi nyitottságukkal.
Olasz egyetemi kontextusban az iskola fiatal és kis egyetemként mutatja be magát, amelyet az elmúlt években folyamatos növekedés jellemez, olyannyira, hogy mára ez lett Olaszország legnagyobb speciális oktatási iskolája.

### Rangsorolása
A Times Higher Education Young University Rankings 2023 szerint:
- Országos 1. hely a vizsgált 18 egyetem közül
- 11. hely európai szinten
- Globálisan a 19. hely a 963 vizsgált egyetem közül

A Times Higher Education Small University Rankings 2023  szerint:
- 5. hely világszerte

## Akadémiai szervezet
A Scuola Superiore Sant'Anna két akadémiai osztályra oszlik, amelyekhez az oktatói és a kutatói személyzet tartozik:
- A társadalomtudományok akadémiai osztálya, amely magában foglalja a gazdaság- és menedzsmenttudományok, a jogtudományok és a politikatudományok tudományterületeit.
- A Kísérleti Tudományok Akadémiai osztálya, amely a következő tudományos területeket foglalja magában: Ipari és információs mérnöki, Mezőgazdasági tudományok és növényi biotechnológia, Orvostudományok.

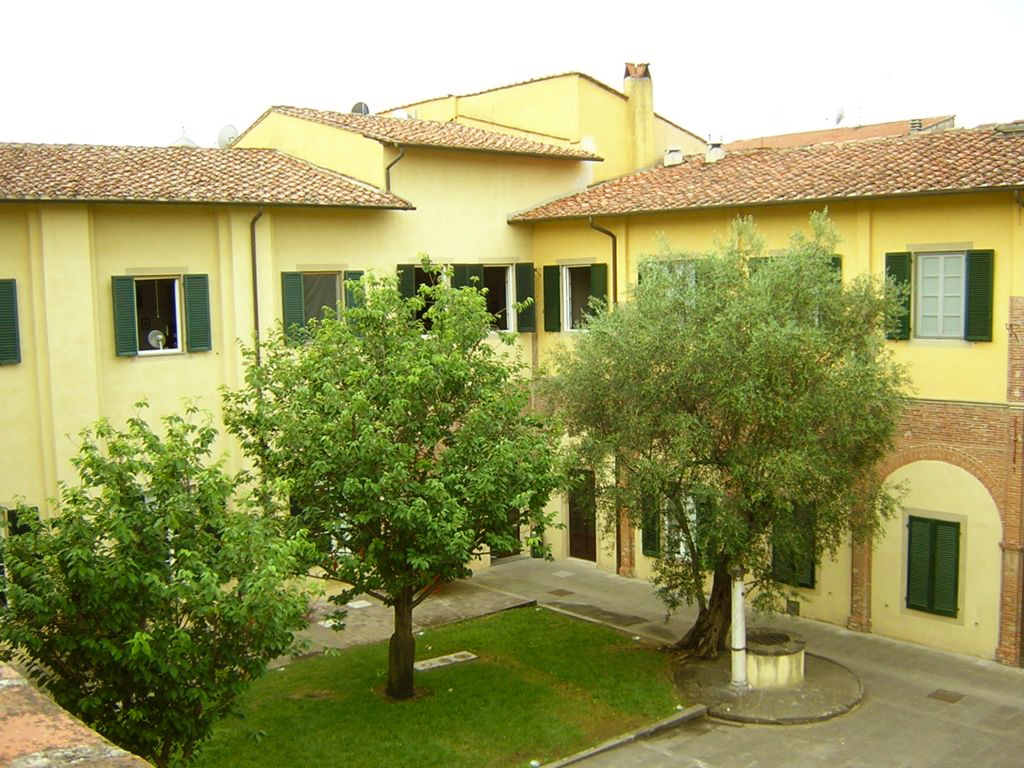
Kilátás az iskola belső udvarára

### Kutatóintézetek

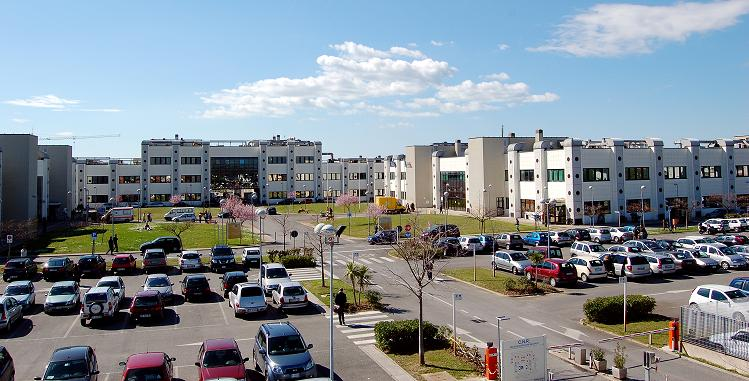
A kutatási terület, ahol a TeCIP intézetnek ad otthont

A kutatást intézetekben, speciális osztályokon és interdiszciplináris kutatóközpontokban végzik:
- Biorobotikai Intézet;
- Jogi, Politikai, Fejlesztési Intézet (DIRPOLIS);
- Közgazdaságtudományi Intézet;
- Menedzsment Intézet;
- Kommunikációs, Információs és Percepciós Technológiák Intézete (TeCIP);
- Mechanikai Intelligencia Intézet.
  - Növénytermesztési Kutatási Központ;
  - Növénytudományi Kutatóközpont
  - Közgazdasági és Menedzsment Kiválósági Tanszék az adattudomány korában (EMBEDS)
  - Robotika és mesterséges intelligencia kiválósági osztálya
  - Interdiszciplináris Egészségtudományi Kutatóközpont

## Helyszínek
Az iskola „főhadiszállása” a Sant'Anna Konzervatóriumban található, amelyet 1785-ben Pisában alapítottak egy tizennegyedik századi bencés kolostorban, Péter Lipót lotaringiai nagyherceg utasítására. Az 1987-es alapító törvény óta a Scuola Superiore Sant'Anna folyamatosan fejlődik: az építészeti örökség helyreállítása és a terek bővítése, a kutatóegyetemmé való átalakulás és az irányítás megváltozása révén.
2002-ben avatták fel a Polo Sant'Anna Valderát, a tudományos kutatásra és technológiai transzferre szánt élvonalbeli építményt.
2003–2004 között három további iroda nyílt meg: a Palazzo Toscanelli, a Scuola Sant'Anna történelmi központi székhelye mellett, csakúgy, mint a via Cardinale Maffi épülete, amelyet a felsőoktatásnak szenteltek, valamint a Kommunikációs és Információs Kiválósági Kutatóközpont. Engineering (San Cataldo CNR területe), egy új kutatási és továbbképzési központ, amely otthont ad a TeCIP intézetnek. 2010-ben avatták fel a Palazzo Alliata-t, a Menedzsment Intézet otthonát.
A bővítés érdekében a Scuola Superiore Sant'Anna kibővítette lakóépületeit két új kollégium felavatásával: a Collegio A. Faedót 2009-ben, amely a pisai Scuola Normale Superioréval közös, és a Tiziano Terzani főiskolát, amely egykori diakja nevét viseli.
2021-ben a Scuola Sant'Anna és Pisa önkormányzata aláírta a megállapodást a fossabandai Santa Croce egykori kolostor kölcsönadásáról, amely a helyreállítási munkálatok után új campus lesz.
2024 májusában avatták fel a Palazzo Pilo Boylt, amelyet képviseleti irodáknak, tantermeknek, tárgyalótermeknek, adminisztratív irodáknak és társadalomtudományi kutatólaboratóriumoknak szántak. 

## Diákszövetség
A Sant'Anna diákjainak szövetsége 2006 májusában alakult meg, amelyhez csatlakozhatnak rendes és specialis szakos hallgatók. Az Egyesület tudományos ismeretterjesztő, mélyreható elemző és vitarendezvényeket szervez aktuális kérdésekről, azzal a céllal, hogy elősegítse tagjai között a kulturális és interdiszciplináris kapcsolatokat.

## Elnökök
- Riccardo Varaldo [7] (2005–2012)
- Giuliano Amato [8] (2012–2013)
- Yves Mény [9] (2014–2015)
- Yves Mény (2015–2018)
- Enrica Pagella[10] (2018–2019)
- Salvatore Rossi[11] (2019–)

## Rektorok
- Francesco Donato Busnelli [12] (1984–1993)
- Riccardo Varaldo [7] (1993–2004)
- Paolo Ancilotti [13] (2004–2007)
- Maria Chiara Carrozza [14] (2007–2013)
- Pierdomenico Perata [15] (2013–2019)
- Sabina Nuti [16] (2019–)

## Egykori kiváló hallgatók
- Giuliano Amato miniszterelnök (1992–1993) és az Alkotmánybíróság elnöke (2022)
- Antonio Cassese, jogász
- Sabino Cassese, jogász
- Pier Francesco Guarguaglini, a Finmeccanica menedzsere 2011-ig
- Enrico Letta, volt miniszterelnök (2013–2014)
- Antonio Maccanico volt miniszter és a Minisztertanács elnökségének volt helyettes államtitkára
- Marcello Spatafora, diplomata
- Tiziano Terzani újságíró és író
- Alfonso Desiata, olasz cégvezető (Generali Assicurazioni)
- Maria Chiara Carrozza, a CNR elnöke
- Emanuela Navarretta, az Alkotmánybíróság bírája
- Giuseppe Provenzano, déli és területi kohéziós miniszter (2019–2021)

## Fordítás
- Ez a szócikk részben vagy egészben  a   Scuola superiore di studi universitari e di perfezionamento Sant'Anna című olasz Wikipédia-szócikk ezen változatának fordításán alapul.  Az eredeti cikk szerkesztőit annak laptörténete sorolja fel. Ez a jelzés csupán a megfogalmazás eredetét és a szerzői jogokat jelzi, nem szolgál a cikkben szereplő információk forrásmegjelöléseként.

## Bibliográfia
- Nicola Bellini–Nadio Delai (szerk.): Érdem, ambíció, kollegialitás: a Scuola Superiore Sant'Anna hozzájárulása az uralkodó osztály képzéséhez, Pisa, ETS, 2009
- Gianluca Breghi–Elisa Neri (szerk.) :A pisai Sant'Anna templom és kolostor: a Scuola Superiore Sant'Anna székhelye, Pontedera, Bandecchi és Vivaldi, 2002